# Урбани, Андреа
Андреа Урбани (итал. Andrea Urbani; 1711, Венеция — 1798, Падуя) — итальянский художник: живописец и театральный декоратор эпохи барокко. Работал в Венеции и Санкт-Петербурге.

## Биография
Об этом художнике известно крайне мало. Детали его творческой биографии стали изучать только в середине шестидесятых годов XX века. Учился живописи Урбани, вероятно, в Венеции, как и другие художники, под влиянием блестящего Джамбаттисты Тьеполо. Работал в кафедральном соборе в Удине и в некоторых палаццо Венеции и в окрестностях Падуи.
О его известности свидетельствует приглашение к русскому двору и поездка, которую он совершил между 1760 и 1763 годами в Санкт-Петербург. Вместе с другими итальянцами Урбани занимался оформлением интерьеров нового Зимнего дворца в российской столице. В Большой (Невской) анфиладе залов по проекту архитектора Б. Ф. Растрелли Урбани вместе с Антонио Перезинотти расписал несколько плафонов и падуг (росписи не сохранились).
По возвращении в Италию Андреа Урбани продолжал выполнять церковные и светские заказы. Помимо росписей сводов капеллы Св. Иосифа в кафедральном соборе он расписывал Церковь Сан-Пьетро-Мартире в Удине (1745), работал в церкви Сан-Ремиджо, Сан-Теонисто недалеко от Тревизо. Работал в Палаццо Антонини Манджилли дель Торсо в Удине, на вилле Вилла Манцони в Новента-Падована, на вилле Пизани в Стра, выполнял многие другие заказы.
Его деятельность продолжил его сын Марино, который выполнил фрески в Палаццо Кайзелли в Удине между 1802 и 1803 годами. Под фамилией Урбани, или Урбано, известны и многие другие итальянские художники, возможно, некоторые из них — родственники Андреа.